# Adam Schönwetter von Heimbach
Adam Schönwetter von Heimbach, latinisiert auch Adam Serenaurus (* um 1465 in Oberheimbach; † 25. Dezember 1519 in Frankfurt am Main), war ein deutscher Jurist.

## Leben und Werk
Schönwetters Vater Nikolaus von Heimbach gen. Schönwetter (Serenaurus) wanderte aus Oberheimbach nach Frankfurt ein und wurde dort 1478 städtischer Syndikus. Sein Sohn Adam wurde nach absolviertem Studium der Rechte 1489 in die adelige Gesellschaft Alten Limpurg aufgenommen und erwarb 1491 das Frankfurter Bürgerrecht. 1493 wurde er Stadtadvokat.
Nach der Eröffnung des Reichskammergerichtes am 31. Oktober 1495 wirkte er dort kurzzeitig als Advokat. Das Reichskammergericht urteilte auf der Grundlage des Gemeinen Rechts, wobei die Reichskammergerichtsordnung vom 7. August 1495 in Konfliktfällen einen Vorrang des Partikularrecht und des Gewohnheitsrechts vorsah, sofern dies eine der Parteien vortrug. Der Rat der Stadt Frankfurt beauftragte daher Schönwetter im Jahre 1500, das in Frankfurt geltende Recht – welches aus einzelnen Statuten und Verordnungen bestand – systematisch zusammenzustellen und, soweit erforderlich, an die Grundsätze des Gemeinen Rechts anzupassen. 1509 legte Schönwetter das Ergebnis vor, die Frankfurter Reformation. Dieses Gesetzbuch bildete fast 400 Jahre lang bis zur Einführung des Bürgerlichen Gesetzbuches am 1. Januar 1900 die Grundlage des Frankfurter Partikularrechts.
Schönwetter starb am 25. Dezember 1519 in Frankfurt. Seine Familie starb 1521 aus. Seit 1915 erinnert die Schönwetterstraße in Frankfurt-Dornbusch an ihn.

## Werke
- Reformacion der Stat Franckenfort am Meine des heiligen Römischen Richs Cammer anno 1509, gedruckt bei Johann Schöffer in Mainz (Volltext und Faksimile).